# Alte Hauptwache (Magdeburg)

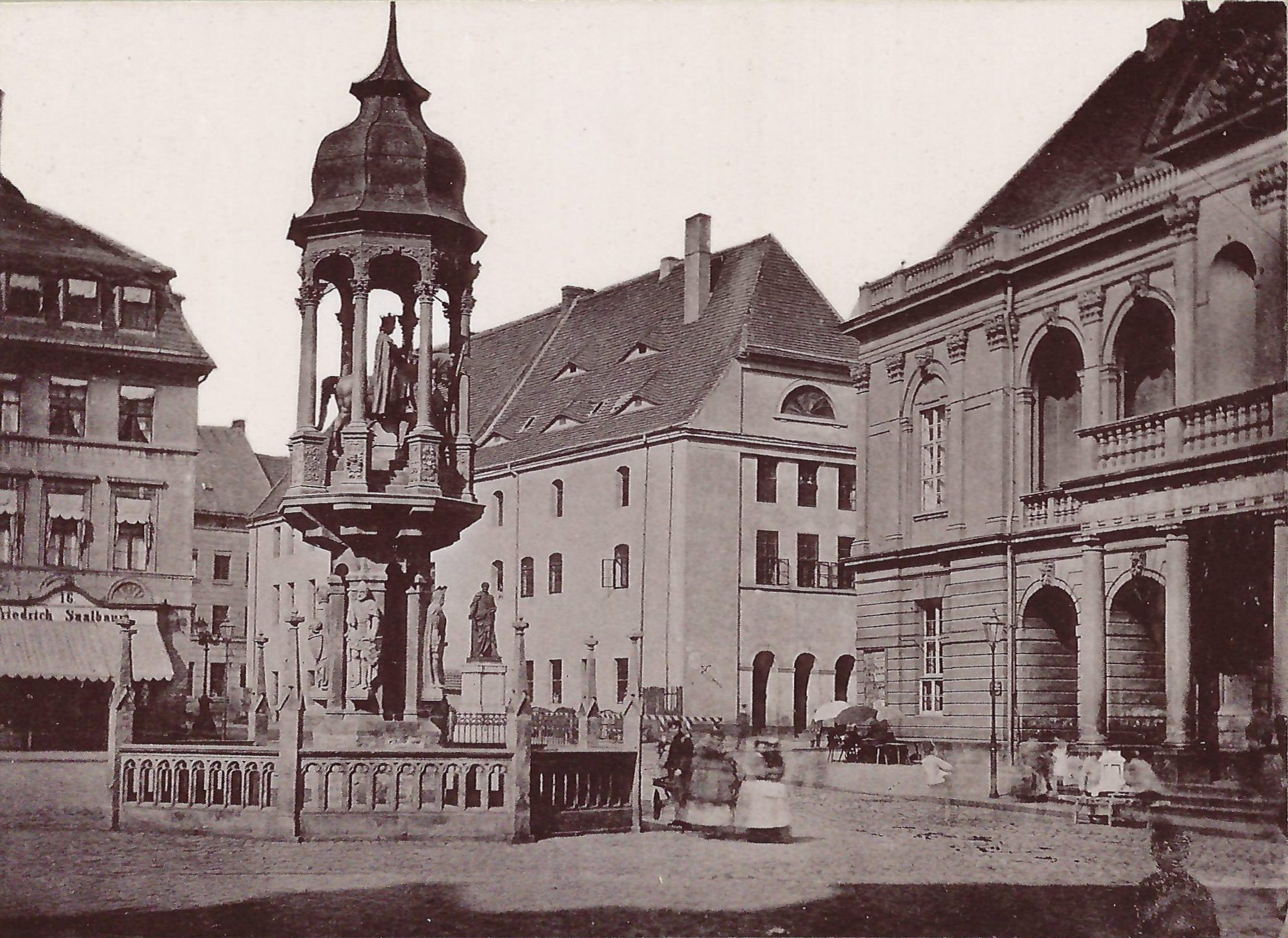
Alte Hauptwache (Hintergrund), vor 1890

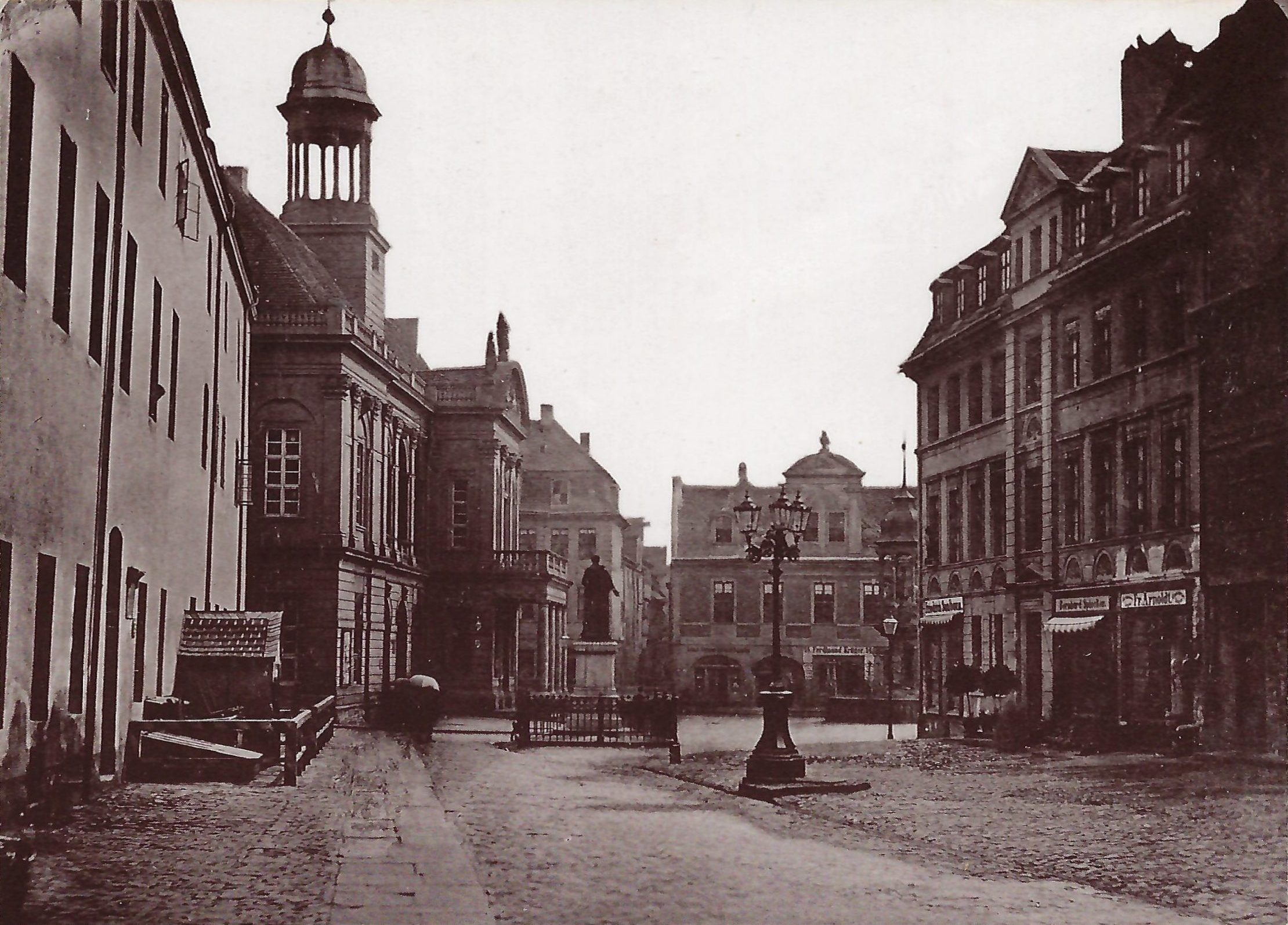
Fassade (links)

Die Alte Hauptwache war ein historisches Gebäude in Magdeburg im heutigen Sachsen-Anhalt.

## Lage
Das Haus befand sich in der Magdeburger Altstadt auf der Ostseite des Platzes Bei der Hauptwache, nördlich des Magdeburger Rathauses.
Heute ist der ehemalige Standort des Hauses unbebaut und wird als Verkehrsfläche des Platzes Bei der Hauptwache bzw. als Parkplatz genutzt.

## Geschichte und Architektur
Direkt auf dem Platz bei der Hauptwache war im Mittelalter vor der Front der Häuser Hauptwache 1 bis 3 das städtische Zeughaus entstanden, in dem das städtische Kriegsgerät gelagert wurde. Das Gebäude war langgestreckt in Nord-Süd-Richtung angelegt, so dass es als Langes Haus bezeichnet wurde. Bei der Zerstörung Magdeburgs im Jahr 1631 brannte auch dieses Gebäude nieder. Im Jahr 1662 wurde das Gebäude vom Rat der Stadt erneuert, wobei vermutlich in erheblichem Umfang erhalten gebliebene Mauerreste mit einbezogen wurden. 1666 musste Magdeburg eine brandenburgische Garnison aufnehmen, wobei der brandenburgische Militärfiskus das Gebäude in Besitz nahm, obwohl eine vertragliche Regelung hierzu nicht bestand. Vermutlich erfolgte später gegen eine Entschädigung auch eine formale Abtretung des Gebäudes an den Militärfiskus. Die eigentliche Hauptwache befand sich bis 1723 in einer Holzbaracke auf dem Alten Markt und wurde in diesem Jahr dann in das alte Zeughaus verlegt.
Das Haus wurde mehrfach umgebaut und modernisiert. 1701 verfügte es noch über Dreiecksgiebel, die an den Spitzen mit Köpfen und an den Seiten mit Kugel verziert waren. Später wurde das Dach abgewalmt, wodurch die Dreichsgiebel verschwanden. Drei ursprünglich vorhandene, in Form einer Pyramide angeordnete, rundbogige Öffnungen, wurden durch ein Mittelfenster ersetzt. Die für die Zeit der Renaissance ungewöhnliche Anordnung dieser rundbogigen Fenster bzw. Nischen, gab Anlass zur Vermutung, sie hätten noch aus der Zeit vor 1631 gestammt. Auf der Nordseite bestand 1701 auch noch eine Freitreppe, die später ebenfalls verschwand. Ein an der Südseite im Erdgeschoss befindliches großes, mit einem Adler bemaltes Tor, wurde später durch eine offene Halle ersetzt.

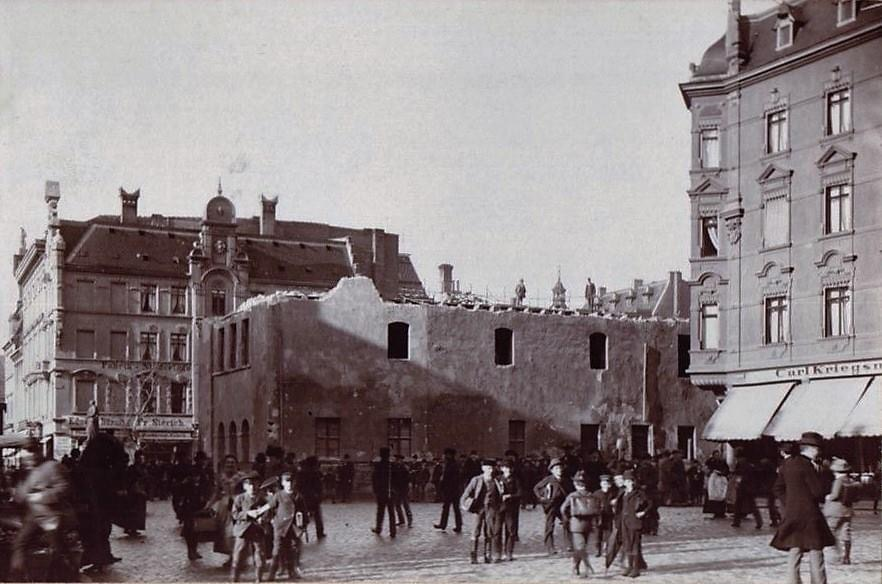
Abriss der Alten Hauptwache, 1895

Noch bis Ende des 19. Jahrhunderts befand sich an der kurzen Südfront des Gebäudes ein Ständer für die Gewehre der Wache.
Die Nutzung als Hauptwache dauerte bis in die 1870er Jahre an. Danach wurde das Haus als Kaiserliches Postamt IV genutzt. Im Jahr 1888 erwarb die Stadt Magdeburg die Alte Hauptwache vom Fiskus zurück. Es gelang jedoch nicht, ausreichend Mieter für das Haus zu finden. Durch herabfallenden Putz und andere Probleme wurde das Gebäude als Schandfleck betrachtet und letztlich 1895 abgerissen.
Das ehemalige Gebäude ist noch heute namengebend für den Platz Bei der Hauptwache.